# Kurt Stern
Kurt Stern (Berlin, 1907. szeptember 18. – Berlin, 1989. szeptember 3.) zsidó-német filmrendező, forgatókönyvíró és újságíró. Az NDK-beli Deutsche Film-Aktiengesellschaftban dolgozott. Együtt dolgozott feleségével, Jeanne-val. 1953-ban Martin Hellberg rendezővel együtt elnyerték a Világbéke Tanács Arany Díját A halálraítélt falu című propagandafilmjükért. Politizált is.

## Filmjei
- 1952: Das verurteilte Dorf
- 1954: Stärker als die Nacht
- 1960: Das Leben beginnt

## Művei
- Schlachtfelder, 1967 (Reportage)
- Vietnam, 1969 (Reportage)
- Paris, 1972 (Reportage)
- Was wird mit uns geschehen? Tagebücher der Internierung 1939 und 1940. Vorwort Christa Wolf. Aufbau, Berlin, 2006 ISBN 3-351-02624-2 (Im Anhang: Briefe von Anna Seghers)